# Gelis albanicus
Gelis albanicus är en stekelart som först beskrevs av Josef Fahringer 1923.  Gelis albanicus ingår i släktet Gelis och familjen brokparasitsteklar. Inga underarter finns listade i Catalogue of Life.